# Le Ribay
Le Ribay é uma comuna francesa na região administrativa da Pays de la Loire, no departamento de Mayenne. Estende-se por uma área de 17,36 km². Em 2010 a comuna tinha 473 habitantes (densidade: 27,2 hab./km²).